# 欧内斯特·德雷仁
欧内斯特·卡尔洛维奇·德雷仁 (（俄文）Эрнест Карлович Дрезен、（德文）Ernest Karlowitsch Dresen、（世界文）Ernest Karloviĉ Drezen，1892年11月14日—1937年4月17日）是拉脱维亚人、俄罗斯人、苏联国家和社会活动家、科学家。他是优秀的技术术语专家，國際輔助語学家与和世界语学家。曾任苏联世界语联盟的秘书长、战前苏联世界语运动的主要成员。语言委员会成员。1937年死于大清洗。

## 生平
德雷仁毕业自喀琅施塔得的职业学校与彼得堡的技术大学。在那里，他积极参与学生世界语小组。1915至1917年，他是俄罗斯军队的旗手，1918至1921他在红军裡担任各种职位。他1918年加入共产党。1921至1924間，他在苏联中央执行委员会工作。1924年起他进行有关合理工作分配与语言学的科学工作。1926至30年間他担任通讯研究所主任，研究邮政、电报、电话、无线电，后任「Orgenergo」财团经理、管理学出版社编辑、莫斯科大学和其他技术院校的教授。担任苏联外国文化关系协会理事。

## 世界语运动
德雷仁在1910年开始学习世界语。1917年至1919年间担任彼得堡世界语团体「Espero」（「希望」）的会长，并在1919年共同创立第三国际世界语部。1921年在彼得堡举办的第三届全俄世界语大会上他被选為新成立的苏联世界语联盟秘书长。从此之后他持续领导苏联世界语运动。根据 Kuznecov《国际语史》一书的序中说，德雷仁把苏联世界语联盟建成了集权而纪律严明的组织，比起语言、文化团体更像是一个共产党。 

## 大清洗
德雷仁1937年4月17日被逮捕。被指控创立领导反苏联恐怖组织、以该组织帮助破坏恐怖工作以及身為德国间谍等虚假指控。最後德雷仁被判处死刑并于同年10月27日枪决。1957年5月11日由于「彻底缺乏犯罪证据」而被平反。

## 著作
他写作了许多关于世界语的重要著作：
- 世界通用语史，描述了為了创造世界通用语的各种努力（1931）
- 世界语运动分析史（1931）
- 世界语概论（1931）
- 柴门霍夫——生平与思想研究，無民族世界語協會（1929）
- 国际语形成与发展的道路, 無民族世界語協會（1929）